# Hato-Luli (Ort)
Hato-Luli (Hatululi) ist eine osttimoresische Siedlung im Suco Maubisse (Verwaltungsamt Maubisse, Gemeinde Ainaro). Sie befindet sich im Zentrum der Aldeia Hato-Luli, auf einer Meereshöhe von 1415 m, an der Überlandstraße von Maubisse nach Ainaro. Eine kleine Straße zweigt hier ab nach Südosten in den Suco Aituto zum Dorf Lebututo. Nördlich liegt der Ort Tartehi und südlich im Suco Horai-Quic das Dorf Lau-Heli.